# Saint-Germain-lès-Corbeil
Saint-Germain-lès-Corbeil là một xã ở tỉnh Essonne thuộc vùng Île-de-France miền bắc nước Pháp.
Theo điều tra dân số năm 1999, dân số xã này là 7.051 người. Ước tính dân số năm 2007 là 7.177.
Danh xưng cư dân địa phương Saint-Germain-lès-Corbeil trong tiếng Pháp là Saint-Germinois.